# Yva Léro
Yva Léro, née Marie Aubertine Angela Yva de Montaigne le 4 juillet 1912 à La Trinité et morte le 21 septembre 2007 à Fort-de-France, est une écrivaine française. Elle s'est impliquée dans la Résistance durant la Seconde Guerre mondiale et dans les luttes féministes.

## Biographie
Yva de Montaigne naît le 4 juillet 1912 des parents mulâtres de l'île .  Son père, ingénieur en Voirie et Réseaux Divers et  chef de la loge franc-maçonne locale, est une personnalité respectée. Son enfance est donc relativement privilégiée, et Yva est choquée lorsqu'elle constate la pauvreté des travailleurs noirs de l'île lors de vacances aux Pitons du Carbet. Ce thème  inspirera ses dessins comme ses livres.
Yva de Montaigne tombe malade peu de temps après l'école primaire. Ne pouvant aller au lycée, elle suit les cours par correspondance de l'École universelle de Paris pour préparer son baccalauréat. La mort de ses parents l'oblige à s'installer à Paris pour rejoindre ses aînés. Elle s'inscrit à l'école Pigier, mais la quitte avant d'obtenir son diplôme pour chercher un emploi. C'est donc en autodidacte qu'elle poursuit sa carrière. Elle fait partie du premier groupe des écrivains noirs antillais de Paris, autrice de poésies avant les auteurs de la négritude. Durant la Seconde Guerre mondiale, elle est messagère pour la Résistance. 
Vers la fin de la guerre, Yva de Montaigne épouse Thélus Léro, mathématicien travaillant à Paris, également originaire de la Martinique.  Aimé et Suzanne Césaire et les Léro deviennent amis, liés par leur intérêt pour la littérature, l'écriture et le féminisme. En 1947, Yva Léro, déléguée de la Martinique,  assiste au congrès de l'Union des femmes françaises. À leur retour en Martinique, Suzanne Césaire et Yva restent proches et travaillent à promouvoir les droits des femmes.
Yva Léro publie des recueils de nouvelles pour la jeunesse reflétant la société multiculturelle des Antilles, se concentrant sur la classe, le sexe, la race et l'imbrication des préjugés. Elle publie une anthologie de sa poésie et un roman. Illustrant ses propres œuvres à l'eau-forte, elle peint des scènes de la vie rurale en Martinique mettant à l'honneur les travailleurs journaliers. Elle illustre aussi la pochette d'un disque de chants de Noël.
Yva Léro meurt le 25 septembre 2007. Elle est inhumée auprès de son époux, mort le 22 juillet 1996, et de sa fille, l'actrice Cathy Rosier.

## Œuvres
- La Plaie, 1977
- Histoires passées, 1974
- Peau d’ébène, 1977
- Douchérie, Charles-Lavauzelle et Cie, 1998, 2e éd. (1re éd. 1990) (ISBN 978-5-848-90002-6)
- Paroles de Madame la Martinique (Moune de Rivel, RCA Victor, juillet 1962)

## Hommages
La médiathèque de La Trinité s'appelle la Médiathèque Yva Léro depuis le 4 mars 2023,.